# Чанг Кај Шек
Чанг Кај Шек (кин: 蔣介石; Фенгхуа, 31. октобар 1887 — Тајпеј, 5. април 1975) био је кинески војни и политички вођа који је преузео вођство над Куоминтангом (КМТ) након смрти Суена Јатсена 1925. године. Предводио је владу Републике Кине од 1928. до 1975. Командовао је Северном експедицијом против господара за уједињење Кине, и победио је 1928. поставши вођа целе Републике Кине. Чанг Кај Шек је водио Кину у Другом кинеско-јапанском рату, током кога му је снага у Кини ослабила, али му је порастао углед у свету. Током Кинеског грађанског рата (1927—1950), је покушао да уништи Комунистичку партију Кине, али је на крају поражен, и његова влада је морала да се повуче на Тајван, где је наставио да обавља функцију председника Републике Кине и генералног директора КМТ до краја живота.